# Кирил Псалтиров
Кирил Илиев Псалтиров (на македонска литературна норма: Кирил Псалтиров) е актьор и политик от Северна Македония, лустриран като сътрудник на югославските тайни служби през 2012 година.

## Биография
Роден е на 11 октомври 1941 година в град Кочани, тогава в Царство България, в семейството на търговци. През 1959 година, още по времето когато е ученик, се включва в македонска националистическа група. Нейната цел е обединението на Вардарска, Пиринска и Егейска Македония в една независима държава, а като средство за постигането на целта се предвижда организиране на митинг, в който да се включат над 10 000 души. През 1962 година е арестуван заради активността си и година по-късно е вербуван от УДБ-а с псевдоним „Студент“, като за задача има да докладва тайната група, в която членува. Пред другарите си признава за сътрудничеството към УДБ-а, а тайните служби разкриват че част от доносите му са съзнателно манипулирани. Скоро след това отслужва военната си служба в ЮНА, заради което престава да бъде сътрудник на тайните служби.
Премества се в Скопие и следва право в Скопския университет. От 1973 година започва да се снима в кинопродукции, като първия му филм е „Смилевскиот конгрес“. От 1974 година играе в Македонския народен театър. През 2010 година играе ролята на Мома Димич в българския филм „Мисия Лондон“. През 2012 година досието му е разкрито съгласно закона за лустрация в Северна Македония. По това време е общински съветник от ВМРО-ДПМНЕ в община Гази Баба. Самият той определя себе си за жертва на комунистическия режим в Югославия.

## Филмография
- Македонски дел од пеколот (1971)
- Смилевскиот конгрес / Смилевският конгрес (1973)
- Јад / Яд (1975)
- Волшебното самарче / Вълшебното самарче (1975)
- Најдолгиот пат / Най-дългият път (1976)
- Пресуда / Присъда (1977)
- Време, води (1980)
- Мистериозниот предмет / Мистериозният предмет (1982)
- Илинден (1982)
- Тоа е мојот живот / Това е моят живот (1982)
- Потера / Потеря (1983)
- Јуначко колено / Юнашко коляно (1984)
- Климент Охридски (1986)
- Македонски народни приказни / Македонски народни приказки (1986 – 1990)
- Чорбаџи Теодос / Чорбаджи Теодос (1987)
- Тврдокорни / (1988 – 1992)
- Бог да ги убие шпионите (1993)
- Пред дождот / Преди дъжда (1994)
- Ангели на отпад / Ангели на боклука (1995)
- Македонски народни приказни 2 / Македонски народни приказки 2 1996 – 2000)
- Во светот на бајките (1999)
- Погрешно време (2000)
- Прашина (2001)
- Чекор пред времето (2003)
- Under (2004)
- Македонски народни приказни (2010)
- Мисия Лондон (2010)
- Брадо (2012)
- Македонски народни приказни (2012 - 2015)